# Nürnberg–Feucht-vasútvonal
A Nürnberg–Feucht-vasútvonal egy normál nyomtávolságú, 15 kV, 16,7 Hz-cel villamosított vasútvonal Németországban Nürnberg és Feucht között. A vonal hossza 12,5 km, engedélyezett sebesség 120 km/h.